# Myrcia densa
Myrcia densa là một loài thực vật có hoa trong Họ Đào kim nương. Loài này được (DC.) Sobral mô tả khoa học đầu tiên năm 2006.